# Mapam
Il Mapam (in ebraico מפ"ם -מפלגת הפועלים המאוחדת - Mifleget HaPoalim HaMeuhedet, che significa "Partito unificato degli operai") fu un partito politico israeliano sorto all'epoca delle Palestina mandataria, d'ideologia marxista. Fu attivo fino alla seconda metà degli anni novanta, quando confluì in Meretz.

## Storia

### Nascita

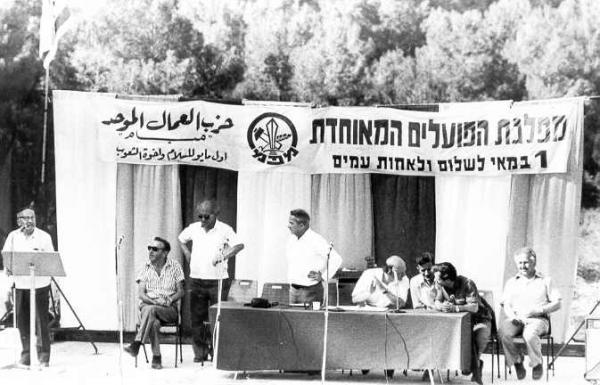
Celebrazione del 1º maggio del Mapam. Si noti lo striscione bilingue, in arabo ed ebraico. La scritta araba riporta la dicitura "Partito Unito dei Lavoratori" (Ḥizb al-ʿUmmāl al-Muwaḥḥad)

Il partito nacque nel gennaio del 1948 per la fusione dei movimenti Hashomer Hatzair, Poale Zion e Ahdut HaAvoda (questi ultimi due già unitisi poco prima). Il Mapam venne così a costituire l'ala sinistra del movimento dei kibbuz, federandosi coi Kibbuz Artzi.

In origine, il Mapam fu creato da piccoli partiti di estrema sinistra sionista che militavano in favore di uno Stato giudeo-arabo. Ma il Mapam accettò il Piano di partizione della Palestina del 1947. Il suo «programma d'unità» del gennaio del 1948 precisava in modo abbastanza contraddittorio:

### Sviluppo
Il Mapam è stato il secondo principale partito politico israeliano nelle elezioni del 1949, con circa il 15 % dei voti, secondo solo al Partito Laburista Israeliano, e tale condizione fu mantenuta fino alla metà degli anni cinquanta. Il Mapam ebbe fino a tale data un orientamento ideologico chiaramente filo-Unione Sovietica, con una forte linea stalinista.
A partire dai primi degli anni Cinquanta, l'URSS di Stalin lancia una dura campagna anti-sionista. Nel 1952 alcuni comunisti ebrei sono accusati di «sionismo» durante il Processo di Praga. Poi, nel 1953, medici ebrei sono coinvolti nel «Complotto dei medici». Tali avvenimenti scuotono enormemente i partigiani dello stalinismo. Nel 1954, l'ala destra del partito, Akhdut HaAvoda, abbandona il Mapam, rifiutando di allinearsi alle posizioni dell'URSS.
Nel 1955, il Mapam subisce una disfatta elettorale, passando dal 12,5 % al 7,3 % dei suffragi. Il partito decide allora di prendere le distanze dall'URSS, ma resta schierato come il partito sionista più a sinistra del Paese. Lo stesso anno l'ala sinistra del partito critica l'allontanamento dall'Unione Sovietica. Sotto la guida di Moshé Sneh, antico Capo di Stato Maggiore dell'Haganah, essa raggiunge allora il Partito Comunista di Israele e vi rafforza la tendenza ebraica più favorevole al sionismo (anche se essa non vi si richiama più in modo ufficiale).
Questi due allontanamenti, così come i passati legami con l'URSS, indeboliscono nettamente il Mapam. Con un'angusta base ideologica, quella dei kibbuzim, il Mapam non recupererà mai più la sua influenza originale. Il partito non è in effetti mai riuscito a radicarsi in ambito urbano, che sia nel proletariato o nelle classi della media borghesia. Sia la sua base elettorale, sia il suo progetto sociale sono strettamente legati ai kibbuzim. Sarà solo durante gli anni cinquanta che esso riuscirà a guadagnar voti in altri ambienti sociali ma la cosa diventerà sempre più ardua.
Dal novembre 1955 al novembre 1961, il partito fa parte della coalizione di governo. Vi ritornerà nel gennaio del 1966 e vi resterà fino al 1977.
A partire dalle elezioni del 1969, il Mapam si presenta sulle medesime liste elettorali del Partito Laburista Israeliano, ma senza fondersi con esso (secondo allineamento, o Ma'arakh). Prosegue in questa politica fino alle elezioni del 1988, alle quali si presenta nuovamente da solo. L'allontanamento del Mapam dalla coalizione di sinistra è legato al rifiuto del governo di unità nazionale che vede il Likud (destra nazionalista) e i laburisti governare insieme dal 1984 al 1990.
Questo lungo periodo senza una vera autonomia politica amplifica il declino del Mapam. Certo agisce anche la crisi delle ideologie della sinistra nel Paese, sempre più orientato a destra: la sinistra, e con essa il Mapam, perde il potere nel 1977. Alle elezioni del 1988, il Mapam ottiene solo il 2,5 % dei suffragi.

### Meretz e la scomparsa del Mapam
Nel 1992, il Mapam si unisce al Ratz e allo Shinui per formare il cartello elettorale Meretz, che rappresenta il «campo della pace» israeliano (favorevole a un ritiro dai Territori Occupati palestinesi e ostile alla loro colonizzazione).
Il Mapam si fonde ufficialmente col Ratz e un'ala dello Shinui nel 1996 e cessa di esistere in quanto partito singolo.
Nel 2004, Meretz si fonde con lo Shahar, una parte del Partito Laburista Israeliano diretta da Yossi Beilin, e con il Partito della scelta democratica, condotto da Roman Bronfman, per formare lo Yashad.

## Risultati elettorali
| Elezioni | Leader          | Voti            | %               | Seggi    | +/-     |
| -------- | --------------- | --------------- | --------------- | -------- | ------- |
| 1949     | Meir Ya'ari     | 64.018          | 14.7 (#2)       | 19 / 120 | -       |
| 1951     | Meir Ya'ari     | 86.095          | 12.5 (#3)       | 12 / 120 | 7       |
| 1955     | Meir Ya'ari     | 62.401          | 7.3 (#6)        | 9 / 120  | 3       |
| 1959     | Meir Ya'ari     | 69.468          | 7.2 (#4)        | 9 / 120  | Stabile |
| 1961     | Meir Ya'ari     | 75.654          | 7.5 (#5)        | 9 / 120  | Stabile |
| 1965     | Meir Ya'ari     | 79.985          | 6.6 (#5)        | 8 / 120  | 1       |
| 1969     | Meir Ya'ari     | In Allineamento | In Allineamento | 7 / 120  | 1       |
| 1973     | Meir Talmi      | In Allineamento | In Allineamento | 7 / 120  | Stabile |
| 1977     | Meir Talmi      | In Allineamento | In Allineamento | 4 / 120  | 3       |
| 1981     | Victor Shem-Tov | In Allineamento | In Allineamento | 7 / 120  | 3       |
| 1984     | Victor Shem-Tov | In Allineamento | In Allineamento | 6 / 120  | 1       |
| 1988     | Yair Tzaban     | 56.345          | 2.5 (#9)        | 3 / 120  | 3       |
| 1992     | Yair Tzaban     | In Meretz       | In Meretz       | 4 / 120  | 1       |
| 1996     | Haim Oron       | In Meretz       | In Meretz       | 3 / 120  | 1       |

## Membri del Mapam
- André Sénik (nato nel 1938, diventerà in seguito membro dell'Unione degli studenti comunisti francese)